# زمین‌لرزه ۱۹۸۴ شبه‌جزیره لین
زمین‌لرزه شبه‌جزیره لین  در تاریخ ۱۹ ژوئیه ۱۹۸۴ میلادی، برابر با ‎۲۸ تیر ۱۳۶۳، ساعت ۶:۵۶:۱۰ به زمان یوتی‌سی در ولز، منطقه شبه‌جزیره لین رخ داد. ژرفای این زلزله ۱۱٫۳ کیلومتر بود، و بزرگی آن ۵٫۴ در مقیاس اعلام شده‌است. زمین‌لرزه به وقت محلی در روز پنج‌شنبه، ساعت ۶ روی داده و منطقه زمانی آن یوتی‌سی +۰ بوده‌است (با لحاظ تغییر ساعت تابستانی).
سازمان زمین‌شناسی آمریکا نیز رومرکز این زمین‌لرزه را در مختصات ۵۲°۵۲′۴۱″شمالی ۴°۱۱′۵۳″غربی / ۵۲٫۸۷۸°شمالی ۴٫۱۹۸°غربی و ژرفای آن را در ۱۲ کیلومتر گزارش کرده‌است. بزرگی برگزیدهٔ این سازمان از میان بزرگی‌های محاسبه‌شدهٔ مختلف ۵٫۴ در مقیاس ML بوده و از دید اثر، در میان چهار دسته‌بندی «نامحسوس»، «محسوس»، «زیان‌آور» یا «با تلفات»، زلزله را «با تلفات» اعلام کرده‌است.رانش زمین در آن به وجود آمده‌است.
زمین‌لرزه هیچ کشته‌ای نداشته‌است.